# 中華民国徴兵規則
中華民国徴兵規則（ちゅうかみんこくちょうへいきそく）は中華民国（台湾）『兵役法』の施行規則で、中華民国が台湾、澎湖、金門、馬祖等の地区で徴兵制度を実施するために1956年に施行された。『徴兵規則』による業務は台北、高雄両直轄市区公所、各県市はの郷鎮及び市地方政府により実施される。業務内容としては徴兵対象者認定、関連行政文書作成、徴兵対象者調査、徴兵検査、抽選、入営輸送が挙げられる。
2018年には、4カ月間の軍事訓練義務を残した志願制へと移行したが、2022年現在、訓練期間の延長が検討されている。

## 沿革
1945年、台湾の統治権が台湾総督府より中華民国に委譲された。中華民国政府は中央政府が遷台する以前、二二八事件の帰還を除いて台湾に大規模な軍隊動員を行なわず、警備を主体としていたため、徴兵制は施行されなかった。しかし国共内戦の結果1949年に中央政府が遷台すると、中国共産党の軍事力に対抗する必要から、同年12月28日に台湾全域で徴兵制施行を開始した。

## 年次と徴兵対象者
台湾での徴兵制度での年次は通常は毎年1月1日から12月31日までを一つの年次として計算している。この期間内に18歳となった男子が兵役適齢とされ、台湾では役男と称される。
中華民国の法律では、正当な理由がない限り兵役適齢の男子には兵役義務が課せられる。そのため兵役適齢年齢の男性は兵籍調査及び徴兵検査を受ける必要がある。兵籍調査は法的効果はないもの、戸籍地政府が兵役適齢者の資料を保管、利用することから公文書として扱われる。
徴兵に関しては年次以外に誕生日は考慮されない。台湾での徴兵に関しては国防予算及び抽選により徴兵順位が決定され、生年月日による順位は考慮されない。
また、台湾では徴兵制を段階的に規模を縮小していき2018年に志願制へと移行した。軍のスリム化と、徴兵した兵士への給与を無くすことでの予算削減を目指す。削減分の予算の一部は兵器の充実に回す予定だが、野党などから国防費を急増させる中国との軍事格差がますます広がるとの懸念も出ている。なお、4ヶ月の訓練期間は残されている。

## 兵籍調査
兵籍調査は兵役登録日の兵役適齢の男性の戸籍地の資料を基準に地方自治体兵役事務部門が実施する。兵籍登録後に戸籍を移動した場合は、転出と転入先の自治体が連絡を取り合い資料移管を行なう。また徴兵免除、徴兵禁止、国籍喪失、死亡或いは死亡宣告を受けた者については地方自治体で資料を作成し、中央政府に通知する。

## 徴兵検査
徴兵検査は直轄市或いは県市政府の徴兵検査委員会により実施される。当該委員会は徴兵検査開始10日前に日時と場所及び注意事項を徴兵検査対象者に通知する。この時対象者が学業またはその他理由により徴兵猶予が必要な場合は徴兵猶予手続きを申請しなければならない。当該委員会は徴兵猶予の理由が消失後再度徴兵検査通知を行なう。
徴兵検査の目的は、徴兵対象者が軍務に耐えられるかの判断の他、徴兵後配属される軍種を選定する参考とする。検査は徴兵検査委員会が委託した医師により行なわれ、結果は検査終了後に通知される。検査結果の判定に異議があれば、医療機関の診断書を提示の上、徴兵委員会の承認を得る必要がある。

## 抽選と同梯
徴兵規則では軍種、兵科及び同年次徴兵順序は抽選により決定されると規定されている。抽選は地方自治体で行なわれる。台湾全体での徴兵員数は国防部により決定され、内政部が地方別の員数を決定する。地方自治体は内政部からの資料に従い徴兵計画を進め、同一時間に同時に徴兵対象と決定された者に対する徴兵検査を実施する。これは徴兵実施を秘匿する目的があり、台湾では同梯（梯は「同期徴兵群」を意味する）と称される。陸軍を例にすれば、現在までに2000梯を超える徴兵が行なわれている。現在、「梯」は徴兵順序を表す以外に、退役後に同期徴兵を表す概念として用いられている。
徴兵検査合格者が入営する際は、入営10日前までに対象者の住所に通知がなされる。徴兵期間は1年であり、入営日より起算される。

## 入営
入営は地方自治体により実施される。各地方自治体の兵役科が入営業務を担当し、対象者の分布状況、居住地、交通機関を総合的に判断し、入営期日と地点が決定される。

## 徴兵忌避
- 医学系学生は専門知識を利用し、服薬等で身体異常を故意に発生させ徴兵忌避している場合がある。医学系学生の徴兵検査不合格率は他学科学生に比べ12倍の数値を示している。

- 医師と共謀し診断書を偽装する方法で、精神病などを理由に兵役免除を意図するもので、徴兵忌避を斡旋するブローカーの存在が表面化したこともある。近年はうつ病やてんかんを理由にした徴兵忌避も確認される。

- 徴兵検査で身長196cm以上と157cm以下、体重110kg以上と45kg以下は不合格となることから、故意に肥満となる、あるいは過度のダイエットを行う事で徴兵忌避するケースもある。